# Sumi
Sumi staat voor Software usability measurement inventory.
Dit bestaat uit een commerciële vragenlijst en analyse oplossing voor het bepalen van het bruikbaarheidsniveau (gebruiksvriendelijkheid) van software. De vragenlijst bestaat uit 50 vragen over diverse gebruiksvriendelijkheid gerelateerde onderwerpen. Door deze vragenlijsten door minimaal zo'n 10 tot 12 gebruikers te laten invullen kan men een statistisch betrouwbare waardering voor de gebruiksvriendelijkheid verkrijgen.
De methode wordt ook genoemd in deel 10 van de ISO 9124 standaard als een valide methode voor het beoordelen van de gebruiksvriendelijkheid van software systemen.